# أريستون (شركة)
أريستون ثرمو (بالإيطالية: Ariston Thermo Group): هي شركة إيطالية (نُقل مقرها القانوني إلى هولندا في عام 2021) تنتج أنظمة التدفئة والمنتجات ذات الصلة، وتسوق بشكل رئيسي تحت علامات أريستون (Ariston)، شافوتو (Chaffoteaux)، إلكو (Elco)، راكولد (Racold) وريجنت (Régent)، أتاج (Atag)، إن تي آي (NTI) وإتش تي بي (HTP)، كوينود (Cuenod)، إكوفلام (Ecoflam) وتيرمووات (Thermowatt).

## تاريخ الشركة
في عام 1930، تأسست الشركة في منطقة ماركي وبدأت في إنتاج الموازين. يعود تاريخ إنتاج سخانات الماء الكهربائية إلى عام 1960، مع ظهور علامة أريستون، والتي ستدفع المجموعة لتصبح رائدة في هذا القطاع في إيطاليا في بداية السبعينيات.

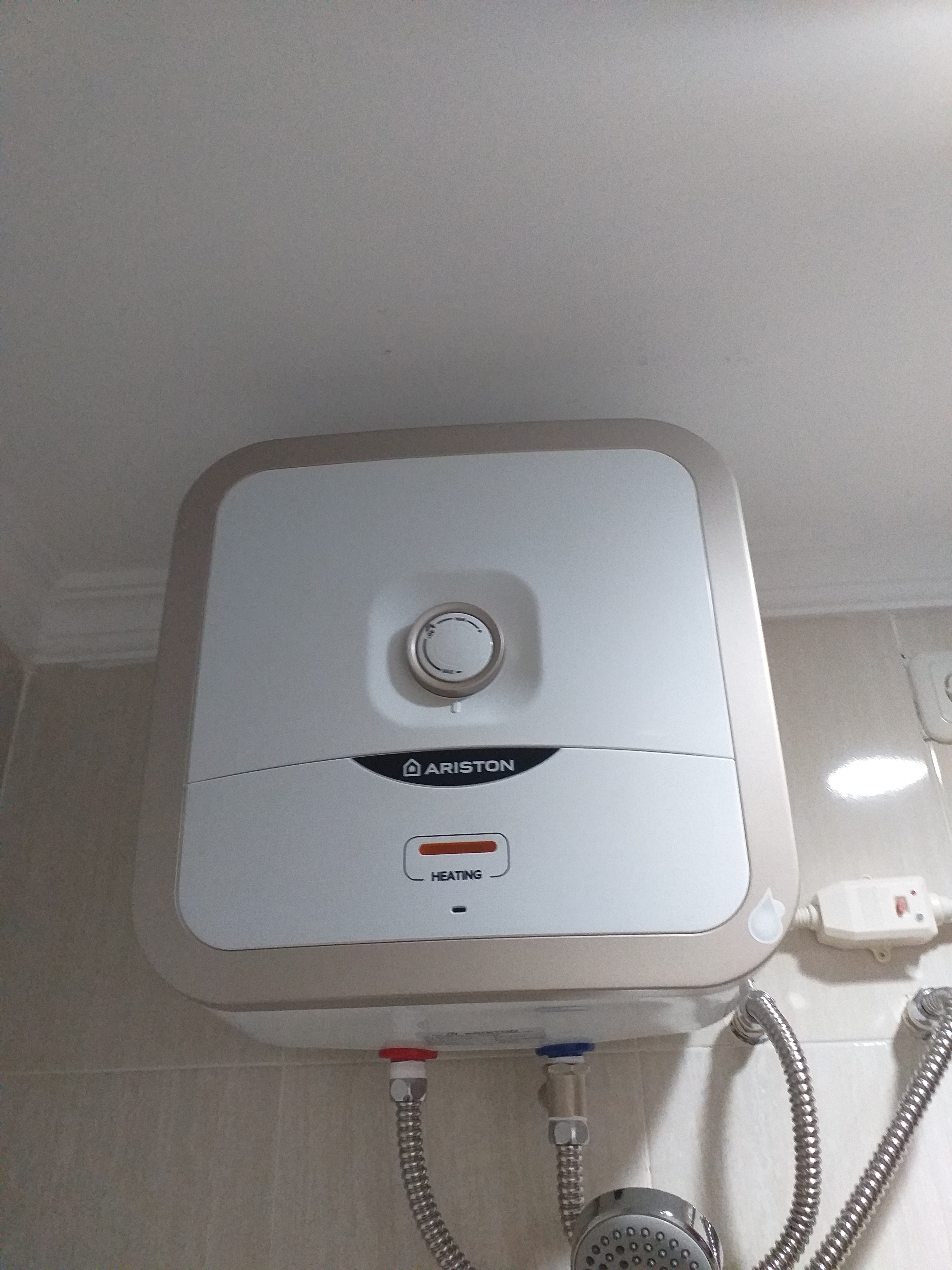
سخان مياه، تصنيع شركة آرستون.

بعد نجاح سخانات أريستون، في الثمانينات من القرن الماضي، قررت الشركة دخول قطاع تدفئة الفضاء وبدأت في تصنيع الغلايات.
خلال التسعينيات من القرن الماضي، قامت الشركة بفتح أول فروعها في شرق أوروبا وآسيا. في نفس السنوات، انضمت أريستون تيرمو إلى شركة راكولد، أكبر شركة تصنيع سخانات المياه في الهند، وافتتحت أول مصنع تابع لها بالكامل في الصين.
في بداية القرن الحادي والعشرين، تمت عملية الاستحواذ في عام 2001 على العديد من الشركات التاريخية والعلامات التجارية في قطاع التدفئة وحرق الوقود، وهي: شافوتو، إلكو، كوينود ورينداماكس.
على مدار فترة العامين 2004-2005، تم افتتاح مصانع جديدة في هانوي وسانت بطرسبرغ، بينما تم الانتهاء من عملية استحواذ على إيكوفلام، وهي واحدة من الشركات الرائدة في إيطاليا في مجال أنظمة التدفئة. في عام 2008، بعد استحواذها على تيرموجاما، المتخصصة في إنتاج مضخات الحرارة، افتتحت الشركة مركز التميز الأوروبي الخاص بها لأنظمة التدفئة الشمسية في إيطاليا. غيرت الشركة (التي كانت جزءًا من مجموعة إم تي إس سابقًا) اسمها إلى أريستون تيرمو في بلدة سيرا دي كونتي (إيطاليا) في عام 2009. إستحوذت الشركة في عام 2011 على كل من كيباج ودوموتيك أي جي؛ الشركتين الرائدتين في سويسرا في إنتاج وتوزيع وصيانة أنظمة تسخين المياه.
في عام 2013، تمت عملية استحواذ على شركة دي إتش إي، وهي شركة إيطالية متخصصة في عناصر التدفئة للتطبيقات التجارية والصناعية، وتأسيس شراكة استثمارية لإنتاج وتسويق أنظمة التدفئة المنزلية في أوزبكستان.
في عام 2014، دخلت الشركة سوق جنوب أفريقية مباشرة من خلال استحواذها على هيت تك جايسرز؛ وهي ثاني أكبر لاعب في مجال سخانات المياه في البلاد، وافتتحت مصنعًا لسخانات المياه الكهربائية في فيتنام.
في نفس العام، قوَّيت الشركة أيضًا وجودها في الأسواق الناضجة من خلال استحواذها على أتاج هيتينغ؛ وهي علامة تجارية هولندية فاخرة وعالية الجودة في صناعة التدفئة.
في نيسان عام 2015، تم الإعلان عن استحواذ الشركة على جاستيك إنيرجي؛ وهي شركة رائدة في مجال التدفئة المنزلية والصناعية في الدنمارك، خلال حفل افتتاح مركز لوجستي جديد بمساحة تقدر بحوالي (10000 متر) في موقع الإنتاج في فسيفولوجسك بالقرب من سانت بطرسبرغ في روسيا.
في أيلول عام 2016، أعلنت أريستون تيرمو عن استحواذها على الحصة الأغلبية في شركة إن واي ثيرمال؛ وهي شركة مقرها في سانت جون-كندا- وتعمل في مجال الغلايات المكثفة بعلامة إن تي آي في القطاعين المحلي والتجاري في كندا والولايات المتحدة.